# Queensland Premier Rugby
Queensland Premier Rugby è la principale competizione per club di Rugby a 15 (rugby union) nel Queensland, Australia. Dieci team competono nel torneo, otto dei quali provenienti da Brisbane, e un club ciascuno dalla Gold Coast e dalla Sunshine Coast. la competizione si svolge dal 1975. I campioni attuali sono i Wests, che hanno sconfitto i Brothers nella finale del 2005

## Storia
La Queensland Premier Rugby (QPR) è l'evoluzione dei tornei per club di Brisbane che si svolgevano sin dal 1900. Fu creata da giocatori, allenatori ed amministratori per espandere il livello del rugby non professionistico del Queensland. QPR permette ai giocatori di mettersi in luce per essere selezionati nei Queensland Reds e altri team del Super 14 o altre competizioni professionali.
La prima stagione ufficiale iniziò nel 1975 e la prima finale venne giocata tra i Brothers e i GPS, con la vittoria dei primi.
Teachers-Norths, Wests ed ancora i Brothers vinsero successivamente.
Nel 1979 la finale finì con un pareggio 24-14 tra University and Brothers. L'University però vinse la partita di spareggio.
I Brothers dominarono le stagioni successive vincendo dal 1980 al 1984. Souths ottenne il primo successo nel 1986, e University dominò la fine degli anni'80.
Souths prese il dominio all'inizio dei 90 con 5 successi consecutivi dal 1991 al 1995 e ancora nel 1998 e 2000 e giocò anche le finali del 1996 (vinta da GPS) e 1997, vinta da Easts (9 finali consecutive).
Anche Canberra partecipò al torneo dominando dal 2001 al 2003, mentre Gold Coast Breakers salì alla ribalta con 4 finali tra il 2001 e il 2005.
In futuro, altri team dalle altre regioni del Queensland potrebbero aggregarsi alla competizione, incoraggiate dalla volontà di incrementare il livello del Rugby anche al di fuori di Brisbane e periferia.

## Squadre partecipanti
- Brothers Old Boys
- Easts Tigers
- Gold Coast
- Gallopers ("Jeeps")
- Norths
- Souths
- Sunnybank
- Sunshine Coast Stingrays
- University of Queensland
- Wests

## Finali
| Anno | Vincitore                | Score | Perdente                 |
| ---- | ------------------------ | ----- | ------------------------ |
| 1974 | Brothers Old Boys        | 27-19 | Gallopers                |
| 1975 | Brothers Old Boys        | 23-6  | Gallopers                |
| 1976 | Norths-Teachers          | 16-4  | Gallopers                |
| 1977 | Wests                    | 15-10 | Brothers Old Boys        |
| 1978 | Brothers Old Boys        | 19-15 | University of Queensland |
| 1979 | University of Queensland | 16-13 | Brothers Old Boys        |
| 1980 | Brothers Old Boys        | 19-0  | Souths                   |
| 1981 | Brothers Old Boys        | 36-13 | Norths-Teachers          |
| 1982 | Brothers Old Boys        | 25-16 | University of Queensland |
| 1983 | Brothers Old Boys        | 30-15 | University of Queensland |
| 1984 | Brothers Old Boys        | 18-3  | Easts Tigers             |
| 1985 | Wests                    | 10-7  | University of Queensland |
| 1986 | Souths                   | 31-13 | Brothers Old Boys        |
| 1987 | Brothers Old Boys        | 20-19 | Souths                   |
| 1988 | University of Queensland | 18-10 | Souths                   |
| 1989 | University of Queensland | 34-9  | Souths                   |
| 1990 | University of Queensland | 19-10 | Brothers Old Boys        |
| 1991 | Souths                   | 22-15 | Wests                    |
| 1992 | Souths                   | 44-10 | University of Queensland |
| 1993 | Souths                   | 27-8  | Sunnybank                |
| 1994 | Souths                   | 19-8  | Sunnybank                |
| 1995 | Souths                   | 27-11 | Easts Tigers             |
| 1996 | Gallopers                | 12-6  | Souths                   |
| 1997 | Easts Tigers             | 18-16 | Souths                   |
| 1998 | Souths                   | 34-18 | Wests                    |
| 1999 | Easts Tigers             | 16-15 | Wests                    |
| 2000 | Souths                   | 34-30 | Wests                    |
| 2001 | Canberra Vikings         | 32-10 | Gold Coast               |
| 2002 | Canberra Vikings         | 45-3  | Easts Tigers             |
| 2003 | Canberra Vikings         | 29-16 | Gold Coast               |
| 2004 | Gold Coast               | 24-18 | University of Queensland |
| 2005 | Sunnybank                | 31-17 | Gold Coast               |
| 2006 | Wests                    | 23-22 | Brothers Old Boys        |
| 2007 | Sunnybank                | 85–19 | Gold Coast               |
| 2008 | Easts Tigers             | 22–21 | Brothers Old Boys        |
| 2009 | Brothers Old Boys        | 26–19 | Souths                   |
| 2010 | University of Queensland | 19–11 | Gold Coast               |
| 2011 | Sunnybank                | 35–24 | Brothers Old Boys        |
| 2012 | University of Queensland | 46–20 | Sunnybank                |
| 2013 | Easts Tigers             | 27–22 | Gallopers                |
| 2014 | University of Queensland | 20–18 | Sunnybank                |
| 2015 | Souths                   | 39–12 | Easts Tigers             |
| 2016 | Brothers Old Boys        | 31–28 | University of Queensland |
| 2017 | University of Queensland | 23–14 | Gallopers                |
| 2018 | Gallopers                | 23–16 | University of Queensland |
| 2019 | University of Queensland | 31–26 | Brothers Old Boys        |

## Teams scomparsi
- Canberra Vikings (confluito nel campionato del Territorio della Capitale Australiana)
- Redcliffe
- Teachers-Norths (Teachers chiuse i battenti mentre i Norths continuarono confluendo poi nei Norths/QUT)